# The Frozen Borderline: 1968–1970
The Frozen Borderline: 1968–1970 je kompilační album německé zpěvačky Nico, vydané v roce 2007 u vydavatelství Rhino Records. Obsahuje dvě její alba The Marble Index (1969) a Desertshore (1970) doplněná o různé dříve nevydané nahrávky, jako alternativní verze písní, demonahrávky či dříve nevydané písně. Producentem kompilace byl Andy Zax a o remastering se postaral Dave Schultz ve studiu Digiprep v Los Angeles.

## Seznam skladeb
Autorkou všech skladeb je Nico.
| Disk 1: The Marble Index | Disk 1: The Marble Index               | Disk 1: The Marble Index |
| Pořadí                   | Název                                  | Délka                    |
| ------------------------ | -------------------------------------- | ------------------------ |
| 1.                       | Prelude                                | 0:59                     |
| 2.                       | Lawns of Dawns                         | 3:10                     |
| 3.                       | No One Is There                        | 3:36                     |
| 4.                       | Ari's Song                             | 3:20                     |
| 5.                       | Facing the Wind                        | 4:58                     |
| 6.                       | Julius Caesar (Memento Hodie)          | 5:01                     |
| 7.                       | Frozen Warnings                        | 4:01                     |
| 8.                       | Evening of Light                       | 5:44                     |
| 9.                       | Sagen Die Gelehrten (outtake)          | 3:52                     |
| 10.                      | Rêve Réveiller (outtake)               | 4:07                     |
| 11.                      | Roses in the Snow (alternativní verze) | 4:00                     |
| 12.                      | Nibelungen (kompletní verze)           | 3:15                     |
| 13.                      | Lawns of Dawns (alternativní verze)    | 3:15                     |
| 14.                      | No One Is There (alternativní verze)   | 3:40                     |
| 15.                      | Ari's Song (alternativní verze)        | 3:14                     |
| 16.                      | Facing the Wind (alternativní verze)   | 5:05                     |
| 17.                      | Julius Caesar (alternativní verze)     | 5:02                     |
| 18.                      | Frozen Warnings (alternativní verze)   | 4:21                     |
| 19.                      | Evening of Light (alternativní verze)  | 5:41                     |

| Disk 2: Desertshore | Disk 2: Desertshore                                   | Disk 2: Desertshore |
| Pořadí              | Název                                                 | Délka               |
| ------------------- | ----------------------------------------------------- | ------------------- |
| 1.                  | Janitor of Lunacy                                     | 4:04                |
| 2.                  | The Falconer                                          | 5:42                |
| 3.                  | My Only Child                                         | 3:30                |
| 4.                  | Le Petit Chevalier                                    | 1:17                |
| 5.                  | Abschied                                              | 3:05                |
| 6.                  | Afraid                                                | 3:30                |
| 7.                  | Mütterlein                                            | 4:40                |
| 8.                  | All That Is My Own                                    | 3:36                |
| 9.                  | My Only Child (demo verze)                            | 4:15                |
| 10.                 | Janitor of Lunacy (demo verze)                        | 3:58                |
| 11.                 | Abschied Ode (Death/Farewell) (demo verze)            | 3:01                |
| 12.                 | You Are Beautiful (Afraid) (demo verze)               | 3:17                |
| 13.                 | The Falconer (demo verze)                             | 5:46                |
| 14.                 | On the Desert Shore (All That Is My Own) (demo verze) | 12:44               |
| 15.                 | Frozen Warnings (skrytá skladba)                      | 4:24                |

## Obsazení
Hudebníci
- Nico – zpěv, harmonium
- John Cale – elektrická viola, klavír, baskytara, elektrická kytara, zvonkohra, zvony, harmonika, doprovodné vokály, aranžmá
- Adam Miller – doprovodné vokály
- Ari Boulogne – zpěv v „Le Petit Chevalier“

Technická podpora
- John Cale – produkce
- Joe Boyd – produkce
- Frazier Mohawk – produkce
- John Wood – zvukový inženýr
- John Haeny – zvukový inženýr
- Andy Zax – producent kompilace
- Dave Schultz – remastering